# Арцана
Арцана (итал. Arzana, сард. Àrthana) — коммуна в Италии, расположена в области Сардиния, подчинена административному центру Нуоро.
Население коммуны, на 01.01.2024 года, составляет 2220 человек, плотность населения ─ 13,65 чел./км². Коммуна занимает площадь 162,59 км². Почтовый индекс — 08040. Телефонный код — 0782.
Покровителем города считается святой Иоанн Креститель, празднование 24 июня.

## Климат
Согласно климатической классификации итальянских муниципалитетов, Арцана входит в климатическую зону D, количество градусо-дней составляет 1683.